# Massabi
Massabi é uma cidade e município angolano que se localiza na província de Cabinda.
Anteriormente uma vila-comuna do município de Cacongo, em 5 de setembro de 2024 foi elevada a condição de cidade e município da província de Cabinda.
O município é constituído apenas pela comuna-sede.
Algumas de suas principais atividades econômicas são a cafeicultura e a pesca artesanal, sendo que esta última é feita principalmente na Laguna de Massabi.
É ligada ao restante do território provincial pela rodovia EN-100.